# ダコタ準州選出のアメリカ合衆国下院議員
1861年から1889年まで、ダコタ準州（後のノース・ダコタ、サウス・ダコタ、モンタナの各州、およびアイダホ、ワイオミング、およびネブラスカの各州の一部）は、投票権なき議員をアメリカ合衆国下院に送り込んだ。
後に、準州の一部はアイダホ準州、ワイオミング準州、およびネブラスカ準州とに分割された。残る部分は1889年11月2日に、新設の州であるノース・ダコタ州とサウス・ダコタ州とに分割された。
| 議会                                   | 氏名                                               |
| -------------------------------------- | -------------------------------------------------- |
| 第37議会 （1861年-1863年）             | ジョン・ブレア・スミス・トッド（民主党）           |
| 第38議会 （1863年-1865年）             | ウィリアム・ジェイン                               |
| 第38議会 （1863年-1865年）             | ジョン・ブレア・スミス・トッド（民主党）           |
| 第39議会 （1865年-1867年）             | ウォルター・アットウッド・バーリー（共和党）       |
| 第40議会 （1867年-1869年）             | ウォルター・アットウッド・バーリー（共和党）       |
| 第41議会 （1869年-1871年）             | サロモン・ルイス・スピンク（共和党）               |
| 第42議会 （1871年-1873年）             | モウズィズ・キンボール・アームストロング（民主党） |
| 第43議会 （1873年-1875年）             | モウズィズ・キンボール・アームストロング（民主党） |
| 第44議会 （1875年-1877年）             | ジェファソン・パリッシュ・キッダー（共和党）       |
| 第45議会 （1877年-1879年）             | ジェファソン・パリッシュ・キッダー（共和党）       |
| 第46議会 （1879年-1881年）             | グランヴィル・ゲイロード・ベネット（共和党）       |
| 第47議会 （1881年-1883年）             | リチャード・フランクリン・ペティグルー（共和党）   |
| 第48議会 （1883年-1885年）             | ジョン・ボールドウィン・レイモンド（共和党）       |
| 第49議会 （1885年-1887年）             | オスカー・シャーマン・ギフォード（共和党）         |
| 第50議会 （1887年-1889年）             | オスカー・シャーマン・ギフォード（共和党）         |
| 第51議会 (1889年3月4日-1889年11月2日） | ジョージ・アーサー・マシューズ（共和党）           |